# Arqueta

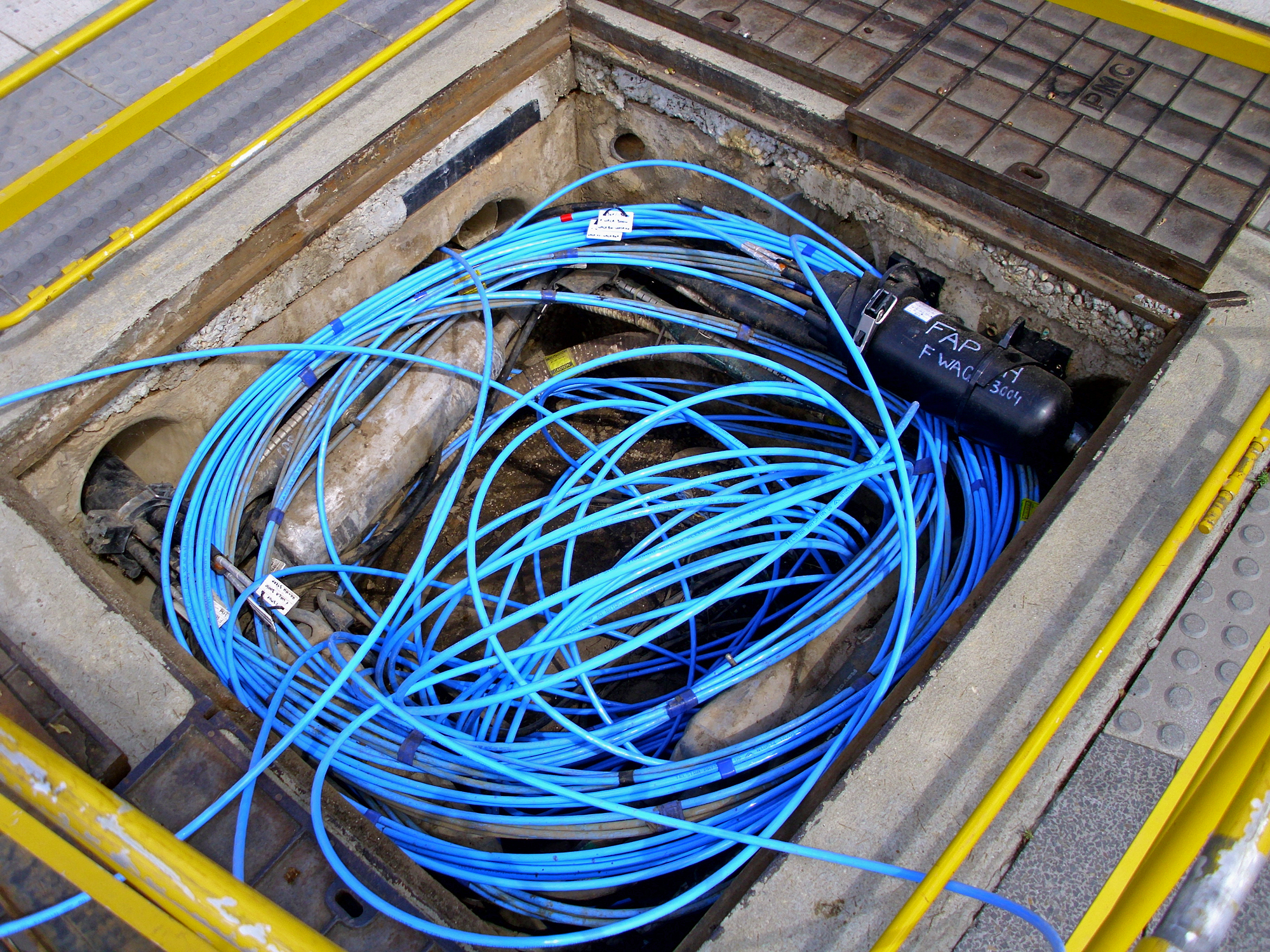
Arqueta registrable para cables.

Una arqueta es un pequeño depósito utilizado para recibir, enlazar y distribuir canalizaciones o conductos subterráneos; suelen estar enterradas y tienen una tapa en la parte superior para poder registrarlas y limpiar su interior de impurezas.
Se utilizan en redes de saneamiento, de agua potable y de regadío, pudiendo albergar las llaves de corte de redes enterradas. También se utilizan en redes de distribución de electricidad y otros servicios cableados, como los de telecomunicaciones.
Se construyen de ladrillo, revocadas y fratasadas interiormente con mortero de cemento. También pueden ser prefabricadas en hormigón o en materiales plásticos. Las tapas se suelen fabricar de materiales metálicos como la fundición.

## Etimología
La primera acepción que facilita el diccionario de la Real Academia Española para arqueta es: casilla o depósito para recibir el agua y distribuirla. Priorizando así sobre cualquier otro tipo de uso ajeno a la canalización de fluidos. En este sentido, la arqueta forma parte del alcantarillado.
Por extensión, se denomina también arqueta a la que forma parte del redes eléctricas enterradas, de gas, etc. Normalmente son registrables y pueden alojar la conexión de puesta a tierra, llaves de paso u otros mecanismos.

## Antecedentes
Como antecedente de las arquetas está el colagón. El colagón era un orificio a ras de suelo que, desde las cocinas de las casas (en Valladolid), comunicaba con la calle y por el que se vertían las aguas residuales. Los colagones continuaban en un canal de teja o de madera (equivalente al actual colector) y sobresalían de la pared más de media vara. En el siglo XVIII se obliga a hacer sumideros en el patio o corral y cuando no existe este espacio se permite abrir el sumidero en la calle siempre que no pase por el lugar una cañería de fuente.

## Tipos de arquetas
- Las arquetas de paso se utilizan para conectar dos conductos; sobre todo cuando los ejes forman un ángulo para el que no existen piezas curvadas normalizadas. Además permiten registrar los puntos de críticos de la red, donde es más probable que se produzcan atascos.
- Las arquetas sifónicas se colocan antes de las conexiones con la red general, para evitar malos olores en la red privada.
- Las arquetas separadoras de grasas se sitúan antes de la conexión con la red general para evitar verter productos grasos. Cuenta con dos compartimentos conectados bajo la cota hidráulica de salida, de forma que las grasas, más ligeras que el agua, quedan retenidas en el primero de ellos. Se debe limpiar su interior periódicamente.
- Las arquetas a pie de bajante se colocan al pie de las bajantes de aguas pluviales y fecales para poder registrar el tramo de tubería en ángulo recto o codo que entronca con la red horizontal.
- Las arquetas sumidero son las que incorporan una rejilla para recoger las aguas superficiales en pavimentos exteriores.
- Arqueta de reunión es aquella a la que concurren todas las canalizaciones interiores de una parcela antes de su vertido conjunto a la red pública.